# بام لرستان

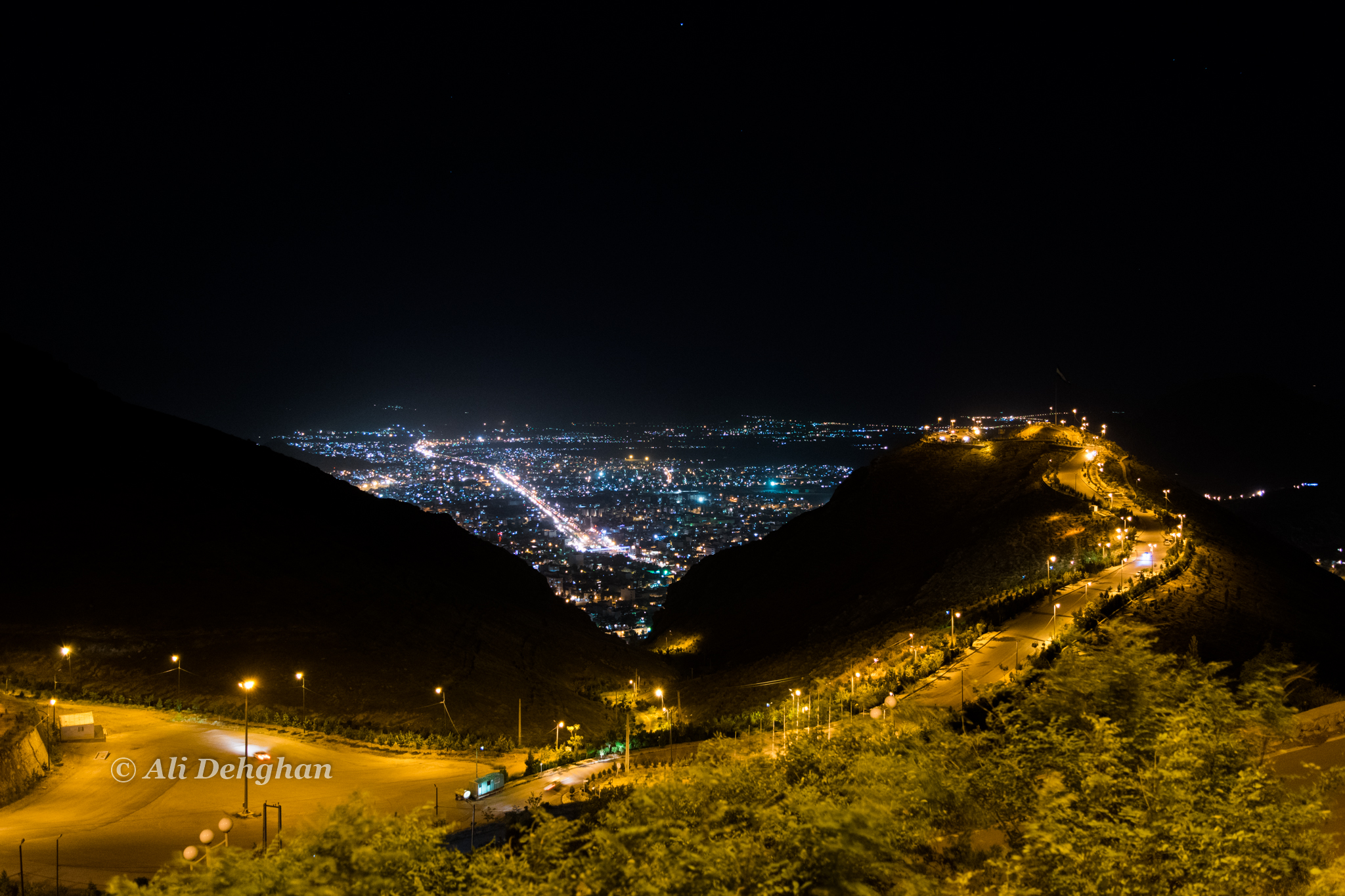
بام لرستان

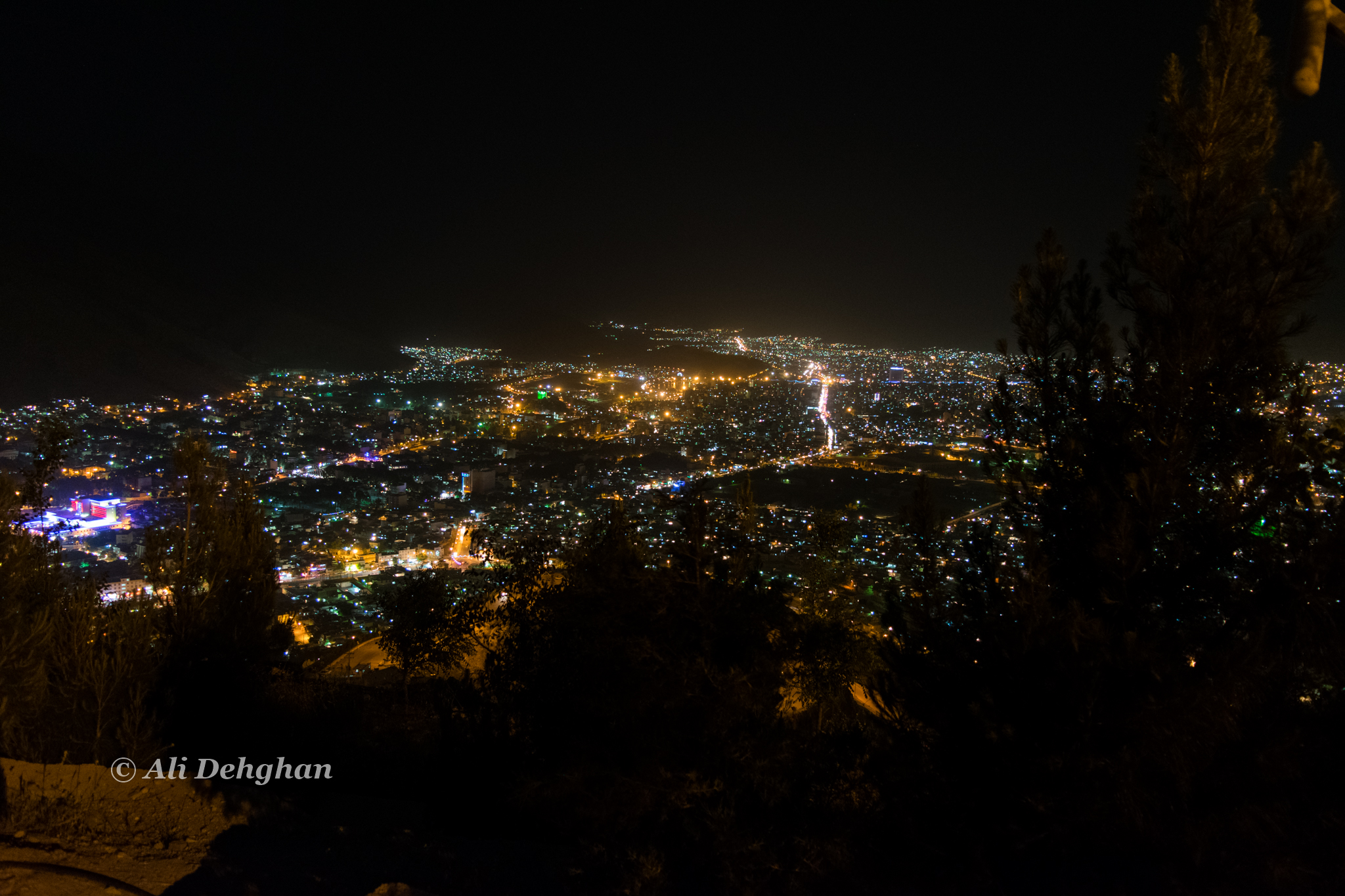
نمای خرم‌آباد در شب از بالای بام لرستان

بام لرستان نام پروژهٔ گردشگری و تحقیقاتی در شهر خرم‌آباد است. این مجتمع گردشگری، تحقیقاتی حدود۸۰۰ هکتار وسعت دارد که در شرق شهر خرم‌آباد در بالای کوه مدبه واقع شده‌است. مدبه کوه نام کوهی است که در شرق شهر خرم‌آباد قرار گرفته ،داشتن دید و منظر مناسب به شهر، سبب شکل‌گیری ایده احداث یک مجتمع به نام بام لرستان می‌شود که دارای کارکردهای متنوع وبی نظیری در غرب کشور است.
این پروژه در دوره ریاست جمهوری محمود احمدی‌نژاد ساعت ۵ صبح اولین روز رمضان سال ۸۹، زمانی است که طرح رنگ اجرایی می‌گیرد و کلنگ اجرای فاز اول این طرح توسط حبیب‌الله دهمرده استاندار لرستان بر زمین‌می‌خورد و کار با کاشتن نهال و احداث راه‌های دسترسی به نقاط مختلف سایت شروع و با تعریف تدریجی کارکردهای مجتمع و مشخص نمودن عرصه‌ها، کار به پیش می‌رود. نام قبلی این پروژه چهارده معصوم بوده‌است. این مجتمع شامل مکان‌های تفریحی، باغ وحش، پارک آبی، دانشکده محیط زیست رستوران «بام»، کافی‌شاپ و مجتمع علمی و گردشگری «رصدخانه کاسین» مجهز به 16 تلسکوپو آسمان نما دیجیتال و مرکز تحقیقاتی گیاهان دارویی می‌باشد.